# Municipi F de Montevideo
El municipi F (en castellà, municipio F) és un dels vuit municipis de Montevideo, Uruguai. Ocupa pràcticament tot el costat oriental del departament, sobre la frontera amb Canelones. El 10% de la seva població viu a la zona rural.
Va ser creat mitjançant el decret 11.567 del 13 de setembre de 2009, ratificat posteriorment.

## Geografia
El municipi F limita a l'oest amb el municipi D, al nord i est amb el departament de Canelones, i al sud amb el municipi E.
Així mateix, el municipi F comprèn part de les seccions judicials 10 i 16.

## Població
D'acord amb les dades del cens del 2009, el municipi tenia una població aproximada de 180.000 habitants, essent un dels més poblats.

## Barris
Cadascun dels municipis de Montevideo se subdivideix en barris (barrios). En concret, el municipi F es troba format pels següents barris: Bañados de Carrasco, Flor de Maroñas, Ituzaingó, Jardines del Hipódromo, Las Canteras, Maroñas, Piedras Blancas, Punta de Rieles-Bella Italia, Villa Española (est) i Villa García-Manga Rural.

## Infraestructura
La ruta nacional 8 passa per aquest municipi amb direcció est i nord-est.

## Llocs d'interès
- Museu i Parc Fernando García (Bañados de Carrasco).
- Hipòdrom de Maroñas.
- Parque Guaraní (Maroñas).
- Zonamèrica: logística, serveis i negocis.

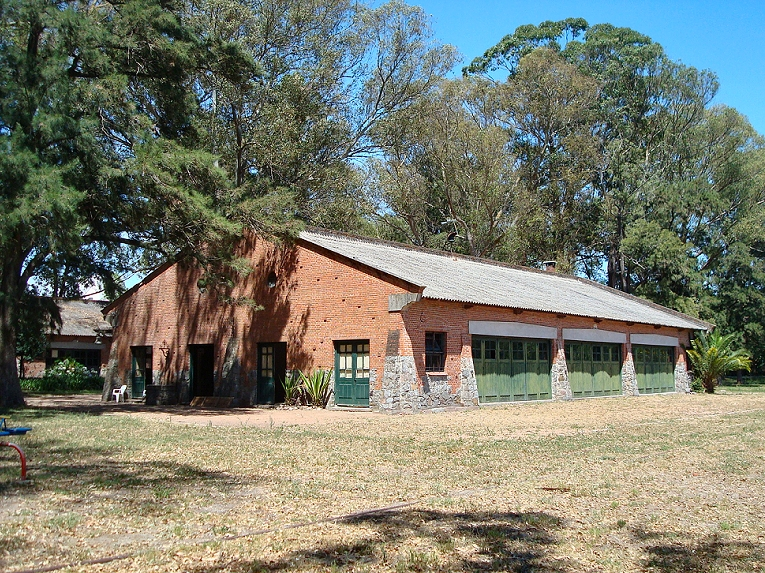
Museu i Parc Fernando García.
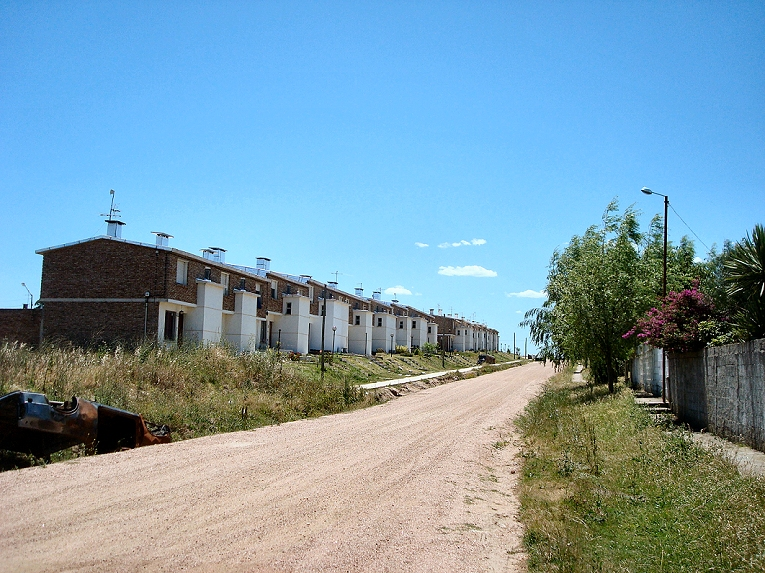
Habitatges al Parque Guaraní.